# Aristòfil
Aristòfil fou un farmacèutic de Platea a Beòcia que va viure al segle iv aC. L'esmenta Teofrast, que diu que posseïa el coneixement de certes medicines antiafrodisíaques que feia servir amb els seus esclaus.